# Sarcophaga macromembrana
Sarcophaga macromembrana är en tvåvingeart som först beskrevs av Ye 1980.  Sarcophaga macromembrana ingår i släktet Sarcophaga och familjen köttflugor. Inga underarter finns listade i Catalogue of Life.